# Hugo Erfurth
Hugo Erfurth est un photographe allemand, né le 14 octobre 1874 à Halle et mort le 14 février 1948 à Gaienhofen. Il est considéré comme l'un des photographes portraitistes les plus importants de son époque.

## Biographie
En 1895, Hugo Erfurth commence un apprentissage chez Wilhelm Höffert, photographe de la cour royale à Dresde. En 1896, à l'âge de 22 ans, il reprend l'atelier J. S. Schröder, situé dans le quartier de Johannstadt de Dresde. En 1906, il acquiert le Palais Lüttichau (de) situé dans le quartier de Pirnaische Vorstadt, où il installe la Lichtbildnerei Erfurth (atelier photographique d'Erfurth). De plus, il donne des cours sous la direction du professeur Walter Tiemann (de) à la Hochschule für Grafik und Buchkunst de Leipzig. En 1934 il s'installe à Cologne où il installe un atelier détruit en 1942 lors du bombardement de Cologne. Après la guerre, il s'établit à Gaienhofen au bord du Lac de Constance, où il meurt en 1948 à l'âge de 73 ans,.

## Œuvre

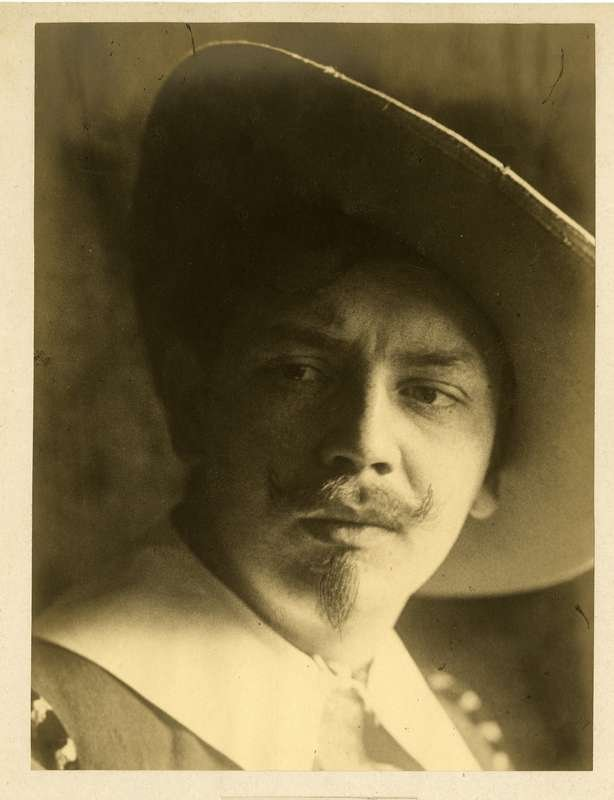
Autoportrait en mousquetaire, 1898.

Au tournant du siècle, il cultive un style de photographie appelé pictorialisme, simulant la peinture et l'impressionnisme. Des tirages de ses œuvres sont souvent produits en oléographie. Hugo Erfurth est cependant célèbre pour ses portraits. Dans les années 1920, il réalise une vision personnelle et psychologique qui souligne le caractère de la personne photographiée. Il trouve ses modèles surtout parmi les artistes plasticiens et les écrivains. Ses portraits de personnages comme Lovis Corinth, Käthe Kollwitz, Otto Dix, Gerhart Hauptmann ou Oskar Kokoschka sont fréquemment reproduits jusqu'à ce jour et forment une partie de la mémoire collective.
Erfurth est en plus connu comme photographe de spectacle et pour ses photos de la danse moderne prises en plein mouvement. En font partie des photos de Grete Wiesenthal et leurs sœurs, de Clotilde von Derp et de Mary Wigman. Parmi ses élèves comptent la photographe grecque Nelly Sougioultzóglou et Charlotte Rudolph (de).
Hugo Erfurth est cofondateur de la première association de photographes allemands, la Gesellschaft deutscher Lichtbildner, qui deviendra la Deutsche Fotografische Akademie (de).

## Expositions
- 20 janvier - 28 février 1961 : Bildnisse Hugo Erfurth. Aus der fotografischen Sammlung der Folkwangschule Essen, Musée Folkwang, Essen ; commissaire d'exposition Otto Steinert[4].

## Prix Hugo Erfurth
Un prix international Hugo Erfurth a été créé par la ville de Leverkusen et l'entreprise Agfa pour récompenser des importantes contributions dans le domaine de la photographie.

## Galerie

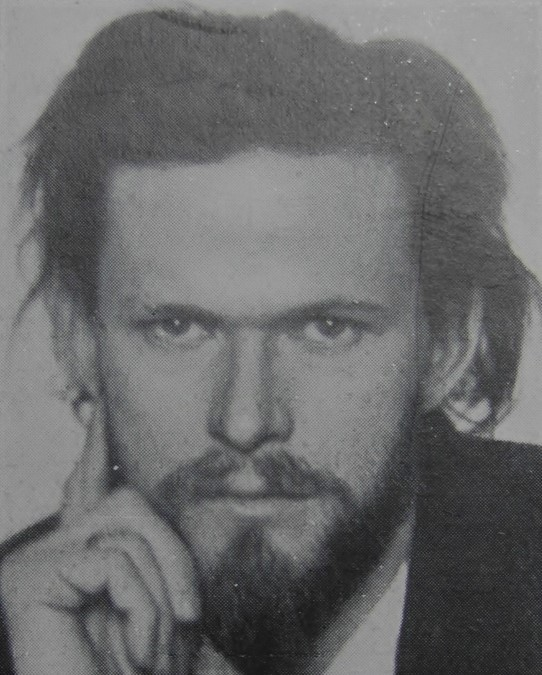
Oskar Zwintscher, 1907.
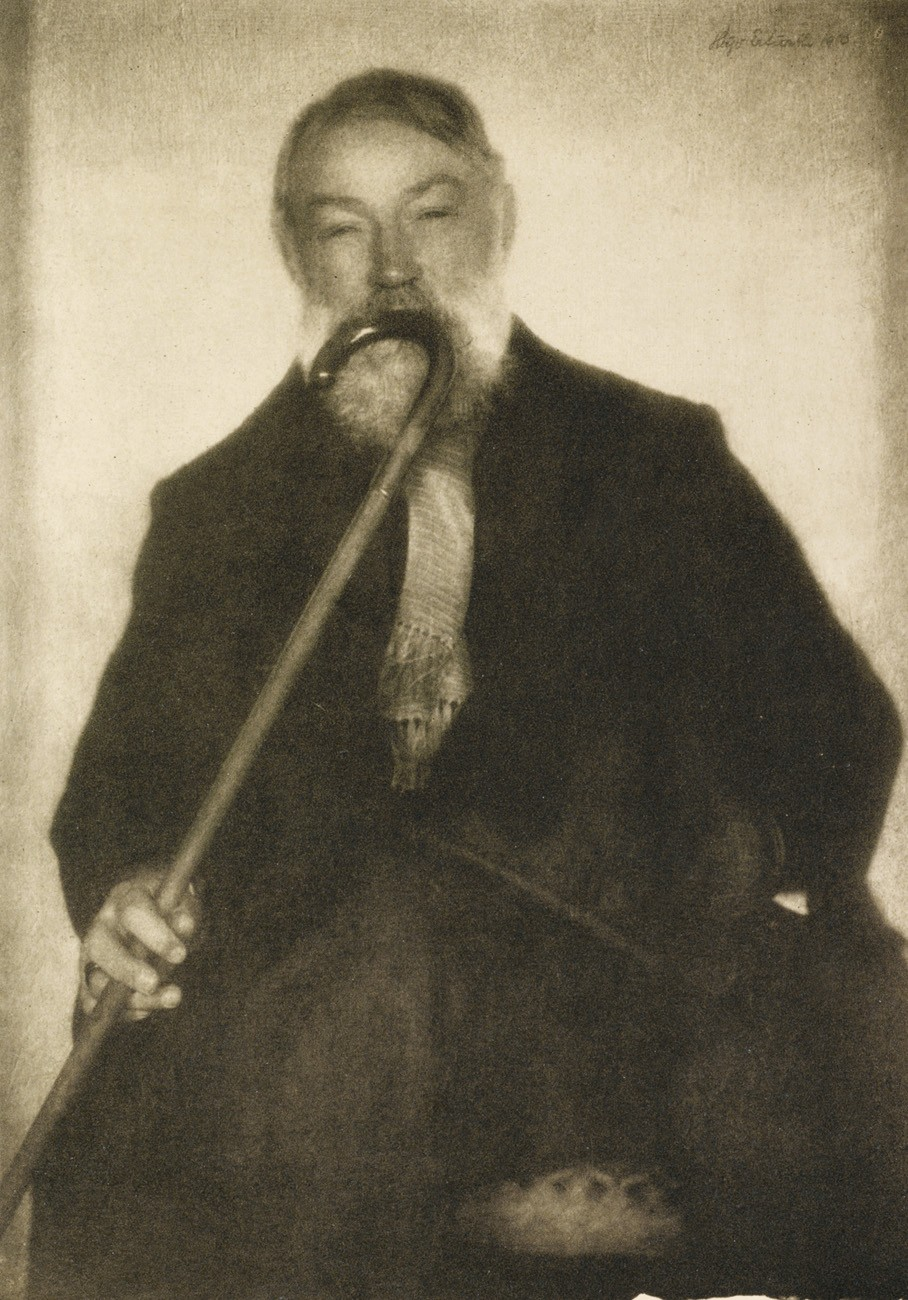
Gotthardt Kuehl, 1910.
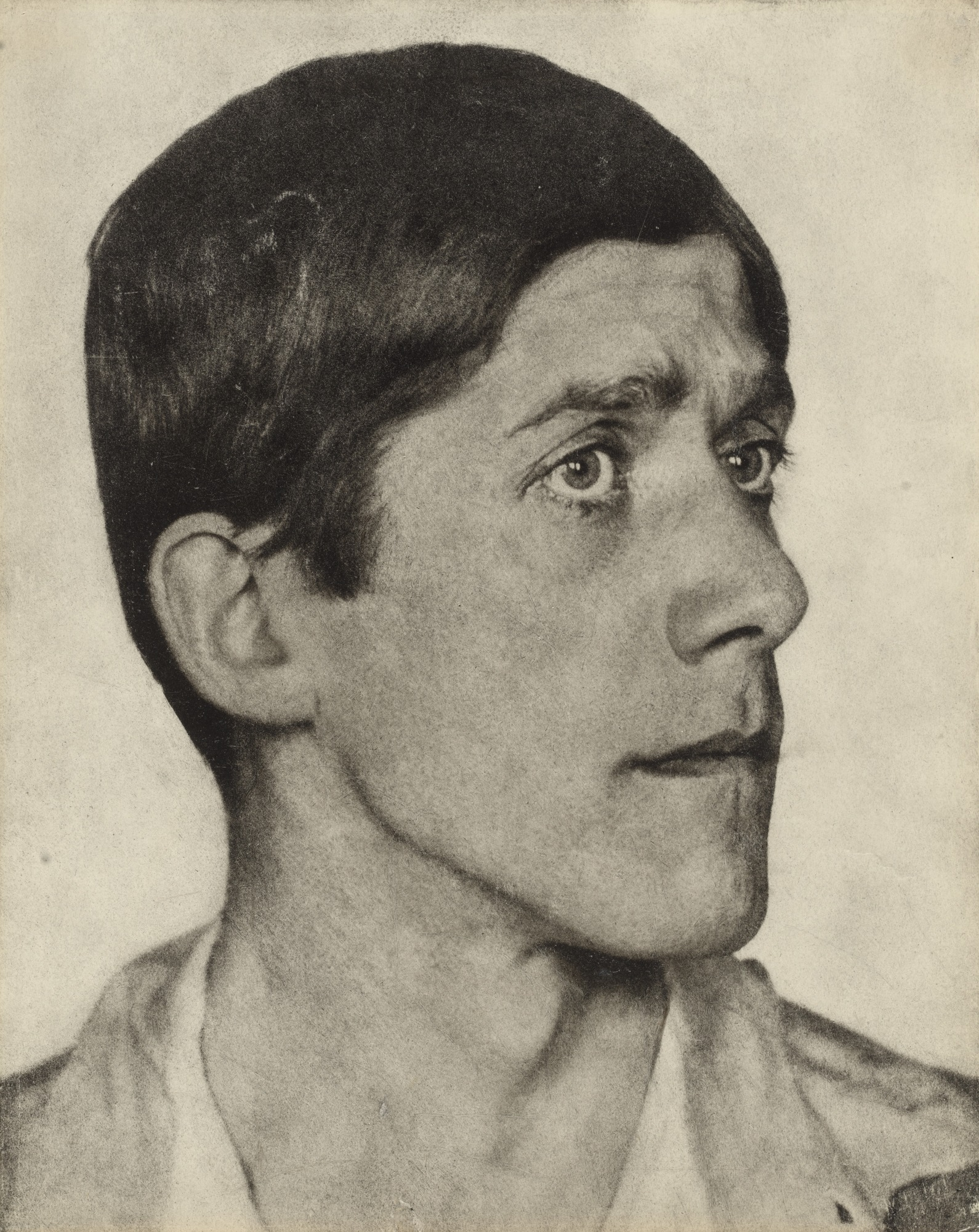
Oskar Kokoschka, 1919.
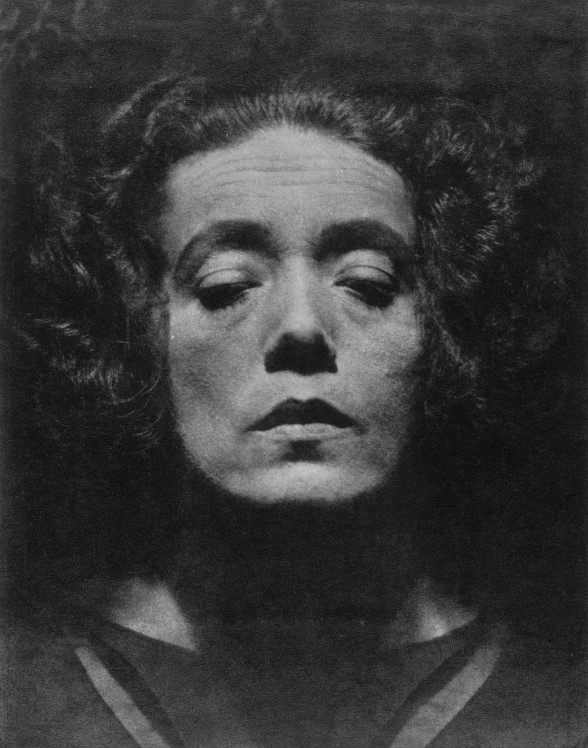
Mary Wigman, 1920.
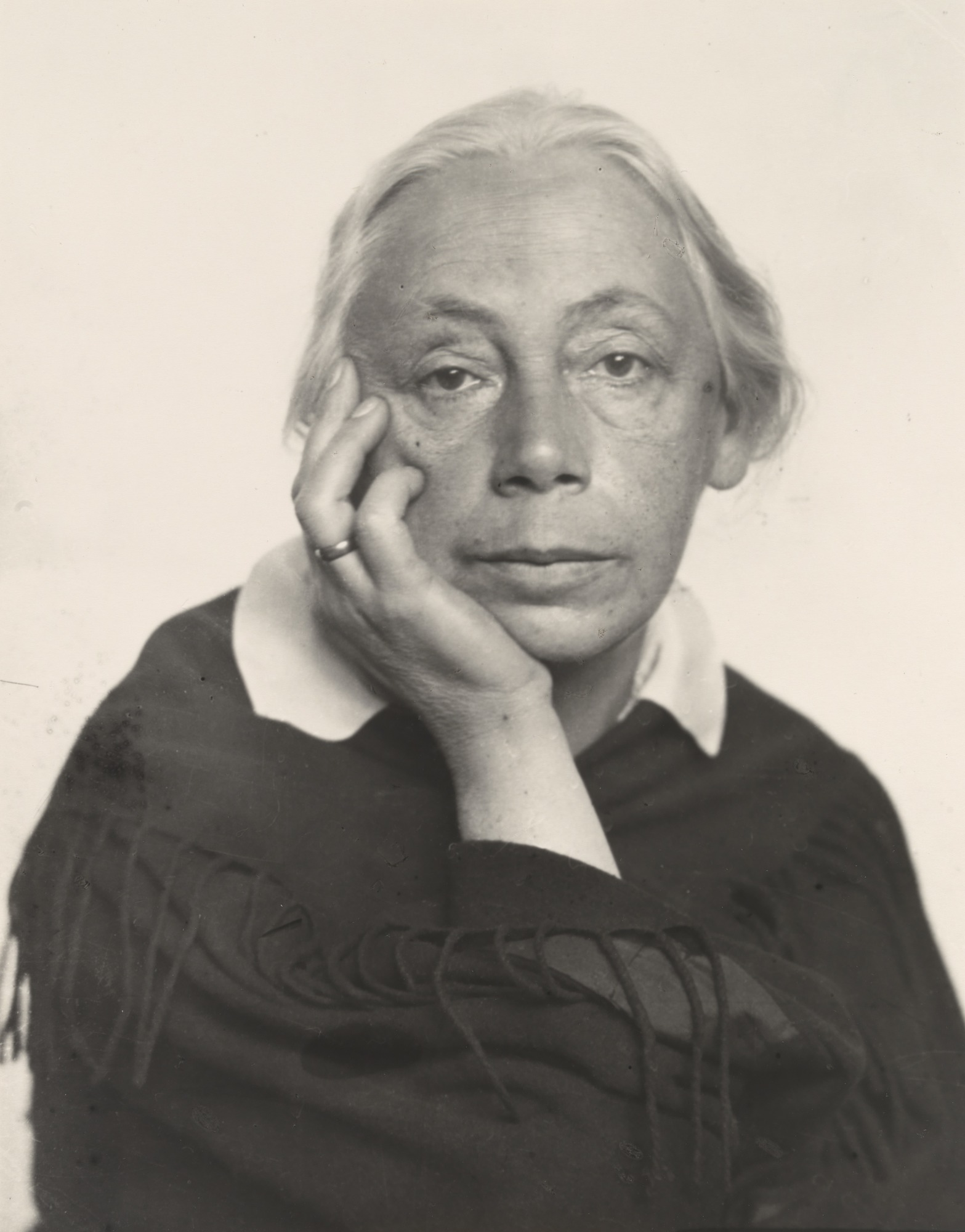
Käthe Kollwitz, 1925.
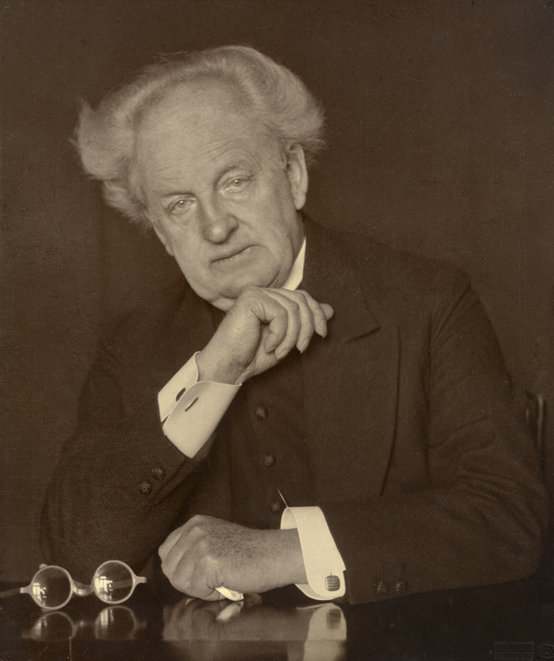
Gerhart Hauptmann, 1929.
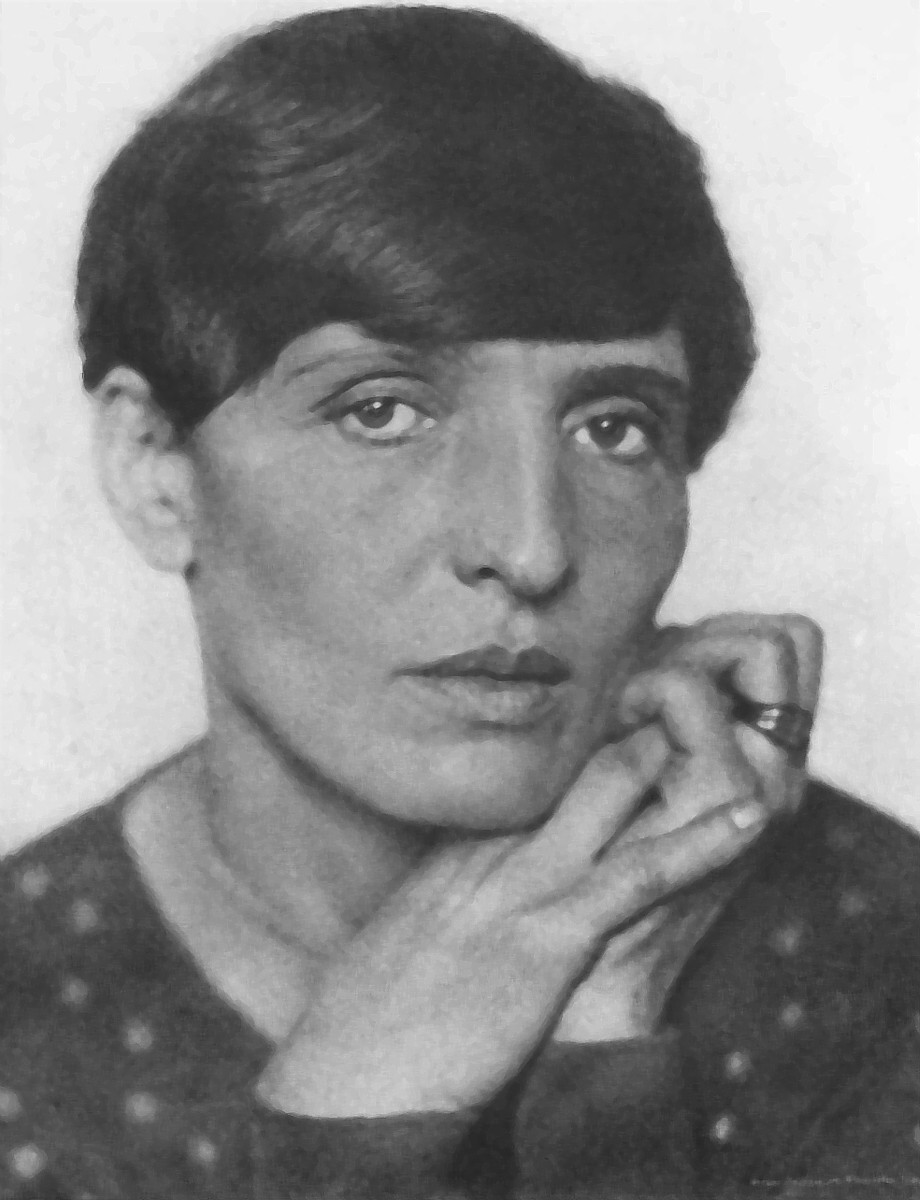
Renée Sintenis, 1930.
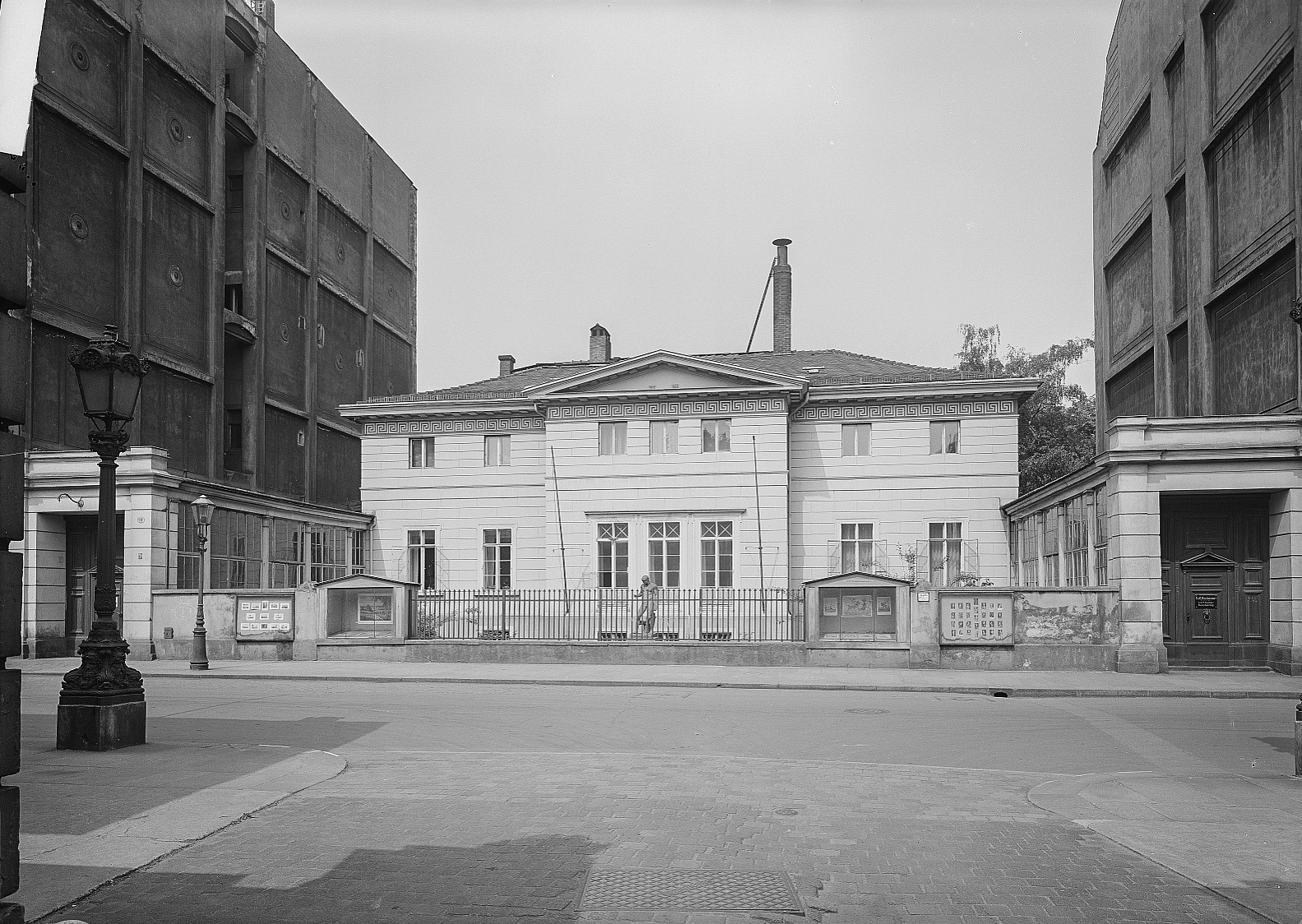
Palais Lüttichau, vers 1930